# Srebrenica ostroma
Srebrenica ostroma (szerbhorvátul: Opsada Srebrenice, Опсада Сребреницe) a kelet-boszniai Srebrenica város szerb erők általi hároméves ostroma volt, amely a boszniai háború alatt, 1992 áprilisától 1995 júliusáig tartott. A várost kezdetben a Jugoszláv Néphadsereg (JNA) és a Szerb Önkéntes Gárda (SDG) támadta meg, majd 1992 májusában a Boszniai Szerb Köztársaság hadserege (VRS) bekerítette, ami csaknem a boszniai háború végéig tartó brutális ostromot indított el. 1995 júniusában a Bosznia-Hercegovinai Köztársaság hadseregének (ARBiH) enklávéban lévő parancsnoka, Naser Orić elhagyta Srebrenicát, és Tuzla városába menekült. Ezt követően helyettese, Ramiz Bećirović őrnagy váltotta. 1995 júliusában Srebrenica a Boszniai Szerb Köztársaság és számos félkatonai alakulat egyesített erőinek kezébe került. A város elfoglalását eredményező Krivaja '95 hadműveletben több száz görög és orosz önkéntes is részt vett. A város férfi lakosságának ezt követő lemészárlása több mint 8000 bosnyák férfi és fiú halálát okozta, mely a legnagyobb tömeggyilkosság volt Európában a második világháború vége óta. A srebrenicai mészárlást nemzetközi büntetőbíróságok népirtásnak minősítették. Ennek eredményeként Radislav Krstić VRS tábornokot a volt Jugoszláviával foglalkozó Nemzetközi Büntetőtörvényszék (ICTY) gyilkosságban, üldözésben és népirtásban való közreműködésben, míg Zdravko Tolimir VRS tábornokot népirtásban találta bűnösnek. Mindkét férfit életfogytiglani börtönbüntetésre ítélték. A Ratko Mladić, a VRS háború alatti parancsnoka ellen az egyik vádirat a srebrenicai mészárlás tárgyában született. Az enklávé bosnyák erőinek parancsnokát, Naser Orićot is bűnösnek találták, mert nem akadályozta meg a Srebrenicában 1992 szeptembere és 1993 márciusa között fogva tartott VRS foglyokkal való rossz bánásmódot. Elítélését azonban 2008-ban hatályon kívül helyezték.

## Előzmények
Srebrenica egy kis bányászváros Kelet-Boszniában, körülbelül tizenöt kilométerre a szerb határtól. Egy 1991-ben tartott népszámlálás szerint Srebrenica községben 36 000 ember élt, köztük 25 000 boszniai muszlim (vagy bosnyák) és 8 500 szerb. Ez a szám azt mutatja, hogy a település lakosságának körülbelül 75 százaléka bosnyák és körülbelül 25 százaléka szerb volt. Magát Srebrenica városát 9000 ember lakta, amikor Bosznia-Hercegovina 1992-ben kikiáltotta függetlenségét Jugoszláviától.Még a február 29-i és március 1-jei bosznia-hercegovinai függetlenségi népszavazás előtt, már januárban kikiáltották a boszniai szerb államot.A később Boszniai Szerb Köztársaságnak átkeresztelt entitás hamarosan saját hadsereget állított fel. Ez akkor történt, amikor a JNA kivonult Horvátországból, és átadta fegyvereit, felszerelését és mintegy 55 000 katonáját az újonnan létrehozott boszniai szerb hadseregnek. Március 1-jén a boszniai szerb erők barikádokat állítottak fel Szarajevóban és másutt, majd még abban a hónapban a boszniai szerb tüzérség megkezdte Bosanski Brod városának ágyúzását. Április 4-én már Szarajevót is ágyúzták. 1992 májusában a boszniai szerb állam szárazföldi erői hivatalosan a Boszniai Szerb Köztársaság hadserege (szerbül: Vojska Republike Srpske, VRS) néven váltak ismertté. 1992 végére már a VRS birtokolta Bosznia-Hercegovina területének hetven százalékát.
A háború kitörésekor Kelet-Bosznia, amely a háború előtt bosnyák többségű terület volt, etnikai tisztogatási műveleteknek és számos atrocitásnak volt kitéve, köztük gyilkosságokkal és nemi erőszakkal. A szerb erők és félkatonai bandák a nem szerb lakosság rovására nagy mértékű kifosztást és kényszerű áttelepítést hajtottak végre. A Srebrenica környékén fekvő városok, Vlasenica, Rogatica, Bratunac, Višegrad, Zvornik és Foča esetében ezeknek a műveleteknek az volt a célja, hogy Kelet-Boszniában egy olyan összefüggő, szerbek által ellenőrzött területet hozzanak létre, amelynek közös a határa Szerbiával. A boszniai szerbek által sajátjuknak tekintett területnek, melyet a félkatonai Szerb Önkéntes Gárda (SDG) 1992. április 18-ára elfoglalt  Srebrenica a szívében volt található. Egy szemtanú szerint április 21-én megkezdődött a muszlim lakosság szervezett legyilkolása. Május 6-án már Srebrenica városában is kétnapos csata kezdődött a szerb és a muszlim erők között. Miután segített a helyi bosnyák erőknek kiűzni az SDG-t és más szerb félkatonai egységeket a városból, május 8-án Naser Orić, a szerb belügyi erők egykori tagja vette át Srebrenica irányítását, A harcokban életét vesztette Goran Zekić, a település szerb lakosságának vezetője is. Júniusban Srebrenica muszlim lakossága helyi „haditanácsot” hozott létre. 1992 decemberére sikerült megszerezniük a srebrenicai önkormányzat 95 százalékát és a szomszédos Bratunac település felét. Ekkorra Orić csapatai egy hatvan kilométer hosszú bosnyák enklávét hoztak létre, amely a déli Žepától az északi Kamenica faluig húzódott. 1993 februárjára, mivel a környező etnikailag megtisztított városokból és falvakból érkező menekültek is a városban kerestek menedéket, a szerbek által körülvett enklávé lakossága csaknem 40 000-re nőtt, égetően szüksége volt élelemre. Az enklávé lakóinak többsége nem Srebrenicából, hanem Kelet-Bosznia, illetve a Drinamente környékéről származott.

## Az ostrom
A volt Jugoszláviával foglalkozó nemzetközi büntetőtörvényszék (ICTY) szavaival élve:
|  | „1992 áprilisa és 1993 márciusa között Srebrenica városa és a bosnyákok birtokában lévő falvak folyamatosan szerb katonai támadásoknak voltak kitéve, beleértve a tüzérségi támadásokat, mesterlövészek tüzét, valamint esetenként repülőgépek bombázását. Mindegyik támadás hasonló mintát követett. A szerb katonák és félkatonai csapatok körülzártak egy bosnyák falut vagy települést, felszólították a lakosságot, hogy adják le fegyvereiket, majd válogatás nélküli ágyúzással és lövöldözéssel támadni kezdték. A legtöbb esetben ezután behatoltak a faluba vagy a településre, kiűzték vagy megölték a jelentős ellenállást nem tanúsító lakosságot, és lerombolták otthonaikat. Ebben az időszakban Srebrenicát naponta, minden irányból válogatás nélkül ágyúzták. Különösen Potočari volt a szerb tüzérség és gyalogság napi célpontja, mert érzékeny pontja volt a Srebrenica körüli védelmi vonalnak. Más bosnyák településeket is rendszeresen támadtak. Mindez nagyszámú menekülthöz és áldozathoz vezetett.” |
|  | |

Az ICTY előtt tett tanúvallomásában Momir Nikolić, a VRS hírszerzési főnöke elmesélte, hogyan utasították a boszniai szerb erőket, hogy tegyék elviselhetetlenné az életet Srebrenicában, hogy rávegyék a polgári lakosságot, hogy „felismerve, hogy nem tudnak ott élni a lehető leghamarabb tömegesen távozzanak.” Ennek részeként Nikolić elismerte, hogy civileket vettek célba, és megakadályozták a humanitárius segélynyújtást, miközben az ENSZ békefenntartóinak üzemanyag-, élelmiszer- és egyéb szállításait leállították, hogy „ne állhassanak készen a harcra”.
Míg a boszniai szerbek túlerőben voltak a bosnyákokkal szemben, azok egyfajta gerillaharcra tértek át, amely 1992 második felében és 1993 elejéig meglehetősen sikeres volt. Orić és emberei egy sor rajtaütést hajtottak végre olyan környékbeli szerb falvak ellen, vagy ahonnan korábban kiűzték a bosnyákokat. Ezek a rajtaütések látszólag élelmiszer, fegyverek, lőszerek és katonai felszerelések megszerzésére irányultak, de a helyi szerb lakosság megbüntetéséül is szolgáltak a bosnyák enklávé VRS általi zaklatása miatt. Ezen események során a bosnyák erők különösen 1992 májusa és 1993 januárja között nyilvánvalóan megsértették a humanitárius jogot a boszniai szerb lakosokkal szemben. E jogsértések közül a legfigyelemreméltóbb 1993. január 7-én történt, amikor Orić emberei megtámadták a Srebrenica enklávéval határos a szerbek lakta Kravica falut. A támadásban 43 szerb vesztette életét, köztük 13 civil. Orić csapatai sok olyan falut is elpusztítottak, amelyek az ostrom során a kezükbe kerültek, mintegy 1000 szerb katona és civil halálát okozva:míg a szerb katonák halálos áldozatainak száma nem ismert, a civl áldozatokét a Kutatási és Dokumentációs Központ (RDC) összeállította. A boszniai háború alatti halálesetek legátfogóbb vizsgálata szerint a háború alatt 158 szerb civil halt meg Srebrenica településen, míg további 127-en haltak meg Bratunac településen. Egy korábbi jelentésben a szervezet arra a következtetésre jutott, hogy Bratunac településen 119 szerb civil és 424 katona halt meg. Az ICTY szerint több ezer ember kényszerült elhagyni otthonát az ilyen támadások miatt, amelyek az ICTY szerint legalább 50 szerb település elpusztulásához vezettek. Ezenkívül a Jugoszláv Szövetségi Köztársaság területét is ágyúzta az ARBiH.
1993 januárjában az ARBiH katonák Skelani faluból menekülő több tucat szerb civilt géppuskáztak le. 1993 februárjában a Szarajevóba látogató srebrenicai delegáció azt javasolta, hogy minden Srebrenicában meggyilkolt bosnyák után öljenek meg egy szarajevói szerbet. Ebben az időben, bár soha nem volt összekötve a nyugati bosnyák területek fő területével a Srebrenica enklávé elérte a 900 négyzetkilométeres maximális nagyságát, és továbbra is „sebezhető szigetet képezett a szerbek által ellenőrzött területen”.  Válaszul a VRS számos hadműveletet indított a város ellen. 1993 márciusában Ratko Mladić, a VRS parancsnoka utasította a várost ostromló boszniai szerb erőket, hogy indítsanak nagyszabású ellentámadást. A támadás eredményeként a boszniai szerbek elfoglalták az egykor a Bosznia-Hercegovinai Köztársaság hadseregének 28. hadosztálya (ARBiH) birtokában lévő Srebrenica enklávé területének 80 százalékát. A VRS azonban, miután az Egyesült Nemzetek Biztonsági Tanácsa elfogadta a 819-es számú határozatát, amely tárgyalásokat követelt a bosnyák és boszniai szerb katonai vezetés között, valamint a „biztonsági övezetté” nyilvánított Srebrenica demilitarizálását, kénytelen volt leállítani offenzíváját. A határozat eltérő értelmezései miatt azonban Srebrenicát soha nem demilitarizálták. Ehelyett, hogy továbbra is elszigetelje az enklávét, a VRS Drinai hadtestének körülbelül 2000 fős hadereje vette körül.
A VRS 1993. április 12-én lőtte Srebrenicát, legalább 56 embert megölt és 73-at megsebesített. Ahogy a bosnyák civilek elmenekültek a környező vidékről, a város lakossága heteken belül 9000-ről 40000-re duzzadt. Azonban sem ez az ellentámadás, sem a város ENSZ általi „biztonságos területté” való nyilvánítása nem vetett véget Orić szomszédos szerb falvak elleni rajtaütéseinek, amelyek egy heti 3-4 alkalommal ismétlődtek, amikor a bosnyák erők a környező vidékről élelmiszert zsákmányoltak. Ennek eredményeként a VRS figyelmeztette az ENSZ srebrenicai békefenntartó egységeit, hogy ha a bosnyák erők továbbra is támadják a szerb falvakat, a boszniai szerb erők megtorló akciót fognak végrehajtani a város polgári lakossága ellen. A srebrenicai helyzet ezt követően romlott, a menekültek és a városlakók kifogytak az élelemből és a vízből. Ennek ellenére a VRS csak alkalmanként engedélyezte a humanitárius segélynyújtást az ostromlott városnak. Egy esetben a VRS körülbelül 5000 bosnyák nő és gyermek evakuálását engedélyezte Srebrenicából. A kiürítések során egy esetben, miközben a menekülők felszálltak egy Tuzlába tartó buszra, a tömeg hat gyermeket zúzott halálra. Ezt követően a VRS tett egy ajánlatot, amely lehetővé tette volna az ENSZ számára tetszőleges számú teherautó és busz beküldését az enklávéba, hogy evakuálják a bosnyák lakosságot. Ezt az ajánlatot azonban az ENSZ-ben, az Egyesült Államokban és a boszniai kormányban többen elutasították arra hivatkozva, hogy az evakuálás megszervezése „segítené az etnikai tisztogatás folyamatát”. 

Katonai ellenőrzés alatt álló területek Bosznia-Hercegovinában 1994 szeptemberében, a kelet-boszniai enklávékkal a szerb határ közelében

1994-ben a kanadai katonákból álló srebrenicai békefenntartó zászlóaljat (CANBAT) a holland békefenntartó zászlóalj (DUTCHBAT) váltotta fel. A VRS 1994 telén túlerőben volt és országszerte terjeszkedett, és Mladić úgy érvelt, hogy a boszniai szerb erőknek szüksége lenne egy vagy több ENSZ biztonsági övezet területének a bennük található ARBiH helyőrségek megszüntetésével történő konszolidációjára. Bár ezek megtámadása megsértené az ENSZ határozatait, Mladić úgy vélte, hogy a nemzetközi erők nem fognak szembeszállni a VRS-vel mindaddig, amíg az UNPROFOR egységek súlyos veszteségeket és túszejtéseket nem szenvednek el. Egy későbbi túszválság, amelyben a NATO-légicsapások megakadályozására az ENSZ békefenntartókat elfogták, és Bihácsban és Szarajevóban emberi pajzsként használták, megsemmisítette az ENSZ elrettentő erejének hitelességét. Mladić ezután Srebrenicára, Goraždéra és Žepára fordította a figyelmét, amelyek elfoglalása, miközben egy leendő békerendezés esetén megerősíti a boszniai szerbeknek az egész Drina-völgyére vonatkozó igényét, jelentős VRS-erőket szabadított volna fel a várható HV–ARBiH offenzíva kivédésére Nyugat-Boszniában. Elhelyezkedésükből adódóan, éles ellentétben Goraždével, ahol az ENSZ-erők ellenálltak a VRS-nek, mielőtt az ARBiH kényszerítette volna őket, az ENSZ biztonsági övezetei közül Boszniában Srebrenica és Žepa voltak a legsebezhetőbbek.
1995 elején, amikor az ARBiH parancsot adott Orić erőinek, hogy „derítsék fel, zavarják meg, tereljék el és demoralizálják” a VRS katonáit, felerősödtek a város bosnyák védőinek rajtaütései. Ezeket követően a VRS ellentámadásokkal vágott vissza. 1995 márciusában Radovan Karadžić, a Boszniai Szerb Köztársaság elnöke kiadta a 7. direktívát, amely meghatározta a Srebrenicát és Žepát körülvevő VRS erők hosszú távú stratégiáját. A VRS célja az volt, hogy „megakadályozva a folyamatos kommunikációt a két enklávéban tartózkodó erők között, a lehető leghamarabb fejezzék be Srebrenica fizikai elválasztását Žepától. Tervezett és jól átgondolt hadműveletekkel teremtsenek számukra elviselhetetlen helyzetet és teljes bizonytalanságot, hogy belássák, Srebrenica lakóinak nincs remény a további túlélésre vagy életre.” Ez idő alatt Orić számos politikai ellenfél meggyilkolását rendelte el, és a feketepiacon beszerzett áruk csempészetéből profitált. Emberei éjszakánként kitörtek az enklávéból, és a boszniai szerb falubeliekkel folytattak tiltott kereskedelmet, gyakran kifosztva a szerbek lakta vidéket is.
Június utolsó két hetében a srebrenicai enklávétól húsz kilométerre északnyugatra csaptak le egy VRS-egységre. Ekkorra Orićot már áthelyezték a bosnyák kézen lévő Tuzla városába, látszólag azért, hogy részt vegyen egy „parancsnoki kiképzésen”. Helyére helyettese, Ramiz Bećirović őrnagy került, aki két hónappal korábban egy helikopter-balesetben olyan súlyosan megsérült, hogy alig tudott járni. Orić távozása gyakorlatilag hatékony vezetés nélkül hagyta el Srebrenicát. Ennek ellenére június 25–26-án estére az ARBiH főhadiszállása újabb támadást rendelt el a Szarajevó-Zvornik úton tartózkodó szerb egységek ellen. A bosnyák erők 150 fős haderővel a VRS-nek negyven fős veszteséget okoztak, és fegyvereket, rádiókat és állatállományt foglaltak le. Mladić ezután felvette a kapcsolatot az ENSZ szarajevói főhadiszállásával, és jelezte, hogy a továbbiakban nem hajlandó eltűrni a bosnyák behatolást a boszniai szerbek általuk ellenőrzött vidékre. A támadásra boszniai szerb erők Srebrenica ágyúzásával válaszoltak, ami arra késztette a bosnyákokat, hogy jelezzék a nemzetközi erőknek, hogy a VRS ismét egy ENSZ által védett biztonsági övezetet lő.
Srebrenicával ellentétben a zepai békefenntartó egységnek több mint 10 000 civilt sikerült biztonságosan evakuálnia, akiket megkíméltek a srebrenicaiak sorsától.

## Srebrenica eleste

### A Krivaja '95 hadművelet
Krivaja '95 hadművelet (szerbül: Oпeрaциja Криваја '95, bosnyákul: Operacija Krivaja '95) volt a kódneve annak a katonai műveletnek, amelyet a VRS indított az ARBIH alakulatai ellen az ENSZ srebrenicai enklávéjában. Az 1995. július 6-án indított hadművelet véget vetett a város három évig tartó ostromának, majd a srebrenicai mészárlás követte, amelyet a nemzetközi bíróságok népirtásnak minősítettek.
1995. június végén Ratko Mladić úgy döntött, hogy támadást indít Srebrenica ellen, ami a bizonyítékok szerint mindig is hosszú távú stratégiájának része volt. A szerbek azonban nem számítottak arra, hogy Srebrenica könnyű hódítás lesz. A görög önkéntes gárda 100 tagjával, valamint a 2000–3000 erősítéssel és a szerb önkéntes gárda 200–300 tagjával a boszniai szerbek a Srebrenica és Žepa elleni offenzívákhoz alig tudtak 4000–5000 embert összegyűjteni. Közülük a becslések szerint csak 2000-en vettek részt a Srebrenica 1995. júliusi elfoglalására irányuló hadműveletben. A bosnyákok, akik nem voltak olyan jól felfegyverezve, mint ellenfeleik, 6000 fős katonai erővel rendelkeztek a városban, akiknek körülbelül egyharmada vagy fele volt fegyveres. Közülük 1500 hivatásos katona, 1500 pedig fegyveres milícia volt. A városban tartózkodott a holland zászlóalj (DUTCHBAT) 570 könnyűfegyverzetű békefenntartója is.
Július 2-án Milenko Živanović vezérőrnagy, a VRS Drina hadtestének akkori parancsnoka két parancsot írt alá, amelyekben lefektették a Krivaja '95 kódnevű a srebrenicai ENSZ biztonsági övezet elleni támadás alapjait. A művelet célja az volt, hogy a VRS támadása hatékonyan számolja fel az enklávét. A srebrenica enklávé déli peremén lévő különböző pontok ellen a Boszniai Szerb Köztársaság és Jugoszlávia rendőri és félkatonai egységei mellett, görög és orosz önkéntesekkel megerősítve, a VRS július 6-án kezdte meg a támadást. A támadás kezdeti szakaszában a támadók 1500 főt számláltak, és az enklávé déli részén egy sor holland megfigyelőállomást rohatak le, menekülésre kényszerítve az ott állomásozó holland békefenntartókat. Mivel a legjobban képzett egységeik már elhagyták a várost, a megmaradt néhány ezer srebrenicai bosnyák katona csekély ellenállást tanúsított. A helyzetet tovább rontotta, hogy a holland békefenntartók korábban elkobozták a fegyvereiket. Amikor a bosnyákok azt követelték, hogy adják vissza fegyvereiket, a hollandok ezt megtagadták. A támadás megindulásakor a bosnyák csapatok elkeseredetten kísérelték megakadályozni a hollandok kivonulását és több mint 100 holland katonát ejtettek túszul, hogy megakadályozzák őket a távozásban. Ezt követően, miután egy bosnyák katona egy kézigránátot dobott a hollandok páncélos szállító járműve felé egy holland békefenntartó életét vesztette. A hollandok ezután azt követelték, hogy a NATO bombázza a város körüli szerb állásokat, de kéréseiket figyelmen kívül hagyták. Így gyakorlatilag nem volt bosnyák ellenállás, amit a VRS könyörtelenül kihasználva július 9-én és 10-én tüzérséggel vert le. Július 11-én a VRS csapatai behatoltak a városba. Mladić mintegy harminc holland katonát ejtett túszul. Körülbelül 3000-4000 bosnyák civil menekült a potočari ENSZ-bázisra, ahol a VRS minden tizennégy és hetven év közötti férfit elkülönített, akiknek nagy részét a szomszédos, szerbek által birtokolt Bratunacba szállították. A VRS elfogta és lefegyverezte azokat a holland katonákat, akik ENSZ-járműveikkel megpróbálták követni őket. Mladić arra számított az ARBiH 28. hadosztálya Potočari közelében újra összegyűjti erőit, azonban a hadosztály katonái inkább a bosnyákok által birtokolt területre menekültek. Július 12-én a szerbek megtudták, hogy a város lakosságának többsége valóban elmenekült az enklávéból, 700-900-an keletre Szerbiába, 300-850-en délre Žepába, 10-15 ezren pedig északra, Tuzlába. Ebből a 10–15 000 főből körülbelül 6000 menekülő bosnyák katona volt, közülük 1000–1500 fegyveres. Mire a VRS-t átcsoportosították, az oszlop jobban felfegyverzett élcsapatának mintegy 3000 katonája sikeresen megszökött Tuzlába. A megmaradt 9–12000 bosnyákot a VRS-egységek bekerítették, és tüzérséggel, páncélosokkal és kézi lőfegyverekkel támadták meg. Azok a viszonylag kevesek, akik túlélték a megrázó élményt elmesélték, hány pánikba esett bosnyák férfi követett el öngyilkosságot, ölte meg egymást a sötétben, vagy fulladt vízbe, miközben megpróbált átkelni a Jadar folyón, de a férfiak nagy része, akik közül néhányan lopott ENSZ-járművekkel, sisakokkal és egyenruhákkal voltak felszerelkezve, megadta magát a VRS-nek.
Július 11-én délben holland NATO-gépek érkeztek Olaszországból, és lecsaptak egy boszniai szerb harckocsira, majd miután Mladić tábornok mind a holland katonák, mind Srebrenica bosnyák lakossága megsemmisítésével fenyegetőzött., hacsak nem fújják le a légicsapásokat, kénytelenek voltak abbahagyni a hadműveleteket. Aznap délután Mladić, Živanović tábornok (a Drina hadtest akkori parancsnoka), Krstić tábornok ( majd a Drina hadtest parancsnokhelyettese és vezérkari főnöke) és más boszniai szerb tisztek diadalmas sétát tettek Srebrenica városának kihalt utcáin. A pillanatot a szerb újságíró Zoran Petrović Piroćanac örökítette meg. Mladić televíziós kamerák előtt pózolt, mielőtt kijelentette, hogy Srebrenicát „örök időkre visszaadták a szerbeknek”. Később Thom Karremans, a városban tartózkodó holland csapatok parancsnoka koccintott Mladićtyal, amelyet a szerb televízió számára rögzítettek, Mladić azonban a kamerán kívül figyelmeztette Karremanst, hogy a Potočariban található ENSZ-telepet, ahol több ezer bosnyák menekült gyűlt össze, a VRS ágyúzni fogja, ha újra megjelennek a NATO-repülők.

## Következmények

### A srebrenicai mészárlás
Július 12-én buszok érkeztek, hogy bosnyák nőket és gyerekeket vigyenek a bosnyák területekre, miközben a holland csapatok segítettek a boszniai szerb erőknek a 15 és 65 év közötti férfiak elkülönítésében. A férfiak egy részét a helyszínen megölték vagy megverték, és közben nőket erőszakoltak meg.
A város elestét a VRS-erők által elejtett foglyok és civil menekültek lemészárlása követte, akiket miután menedéket kerestek a potočari holland bázison, éppen a holland békefenntartók csapatai adtak át a VRS-nek. Az ICTY törvényszék vizsgálata szerint a kivégzettek teljes száma valószínűleg 7000 és 8000 között volt. A holttesteket jelöletlen tömegsírokba temették, amelyeket később újra kinyitottak, tartalmukat összekeverték és másik helyre helyezték át. A szervezett és szisztematikus módon végrehajtott gyilkosságokról és azok eltitkolásáról az ICTY ezt követően megállapította, hogy az ENSZ-nek a népirtás megelőzéséről és büntetéséről szóló egyezménye értelmében népirtásnak minősültek.
A gyilkosságok a máshonnan már jól ismert gyakorlat szerint zajlottak. A bratunaci foglyokat például 1995. július 14-én busszal szállítottak észak felé, a Zvorniktól északra fekvő Pilica falu iskolájába. Más fogva tartási intézményekhez hasonlóan itt sem volt élelem vagy víz, és az iskola tornatermében több férfi meghalt a hőség és a kiszáradás miatt. A férfiakat két napon át tartották fogva étlen-szomjan a pilicai iskolában. 1995. július 16-án a már ismert módszert követve a férfiakat kihívták az iskolából, és a hátuk mögött megkötött kézzel buszokra rakták őket. Ezután a branjevói katonai bázisra hajtották őket, ahol 10 fős csoportokat sorakoztattak fel, majd szisztematikusan agyonlőtték őket.
Egy túléló így emlékezett vissza:
|  | „Amikor tüzet nyitottak, a földre vetettem magam ... és egy ember rám esett. Szerintem a helyszínen megölték. És éreztem, ahogy a forró vér ömlik rám ... Hallottam, hogy egy férfi segítségért kiált. Könyörgött nekik, hogy öljék meg. És csak azt mondták: „Hagyd, hogy szenvedjen. Később megöljük.”” |
|  | – Egy tanú |

Dražen Erdemović – aki legalább 70 bosnyák meggyilkolását vallotta be – tagja volt a VRS 10. szabotázs különítményének (a vezérkar alárendelt egysége), és részt vett a tömeges kivégzésben. Erdemović a vád tanújaként jelent meg, és ezt vallotta: „Az előttünk álló férfiak parancsot kaptak, hogy fordítsanak hátat. Amikor ezek a férfiak hátat fordítottak nekünk, rájuk lőttünk. Parancsot kaptunk, hogy lőjünk.”
Erdemović elmondta, hogy egy kivételével az áldozatok mindegyike civil ruhát viselt, és egy menekülni próbáló személy kivételével a lövés előtt nem tanúsítottak ellenállást. Néha a hóhérok különösen kegyetlenek voltak. Amikor néhány katona srebrenicai ismerősöket ismert fel, mielőtt megölték őket, még megverték és megalázták őket. Erdemovićnak kellett rávennie katonatársait, hogy miután halálosan megsebesítették a foglyokat, ne használjanak gépfegyvert a gyilkosságokhoz, így nem okoztak azonnali halált, és ezzel meghosszabbították szenvedésüket. Aznap 1000-1200 embert öltek meg ezen a kivégzési helyen. A branjevói katonai bázis környékéről 1995. július 17-én készült légifelvételek nagyszámú holttestet, valamint a holttesteket eltakarító kotrógép nyomait mutatják a mezőn a bázis közelében. Erdemović azt vallotta, hogy 1995. július 16-án 15:00 óra körül, miután ő és katonatársai a 10. szabotázskülönítményből befejezték a foglyok kivégzését a branjevói bázisnál, azt mondták nekik, hogy Srebrenicáról, egy közeli kultúrházból 500 főnyi bosnyák fogoly próbál kitörni. Erdemović és egysége többi tagja nem volt hajlandó további gyilkosságokat végrehajtani. Ezután azt mondták nekik, hogy egy pilicai kávézóban vegyenek részt egy találkozón az alezredes úrral. Erdemović és katonatársai kérésre a kávézóba mentek, ahol a várakozás közben lövéseket és gránátrobbanást hallottak. A hangok körülbelül 15-20 percig hallatszottak, majd egy bratunaci katona belépett a kávézóba, hogy értesítse a jelenlévőket, hogy „mindennek vége”.
Nem voltak túlélők, akik pontosan elmagyarázhatták volna, mi történt a kultúrházban. Több, mint egy évvel később még mindig meg lehetett találni ennek a szörnyűségnek a tárgyi bizonyítékait. Kravicához hasonlóan ebben az épületben is sok volt vér, haj és testszövet nyomait találták, a két emeleten töltények és lövedékek hevertek. A nyomokból is meg lehetett állapítani, hogy a tömeggyilkossághoz robbanóanyagokat és géppuskákat használtak. A színpad alatt emberi maradványokat és személyes holmikat találtak, és vér csöpögött le a padlódeszkákon keresztül. A 12-es számú, Čančari úton legalább 174 holttestet temettek el, amelyeket a branjevói katonai bázis tömegsírjából hoztak át ide. Az emberi maradványokból csak 43 volt teljes, a legtöbbön megállapítható volt, hogy a halál puskatűz következtében következett be. A megtalált 313 különböző testrész közül 145-nél voltak olyan súlyosságú lőtt sebek láthatók, amelyek valószínűleg halálosnak bizonyulnak.

### Az áldozatok
A boszniai háború után összeállított Boszniai Halottak Könyve az összes etnikumhoz tartozó harcosok és civilek között 9377 olyan erőszakos halálesetet dokumentált, amelyek 1992 és 1995 között Srebrenica község területén következtek be. Az RDC megállapította, hogy Srebrenicában a háború alatt legalább 5233 boszniai muszlim civil halt meg. A legtöbb becslés szerint az 1995. júliusi mészárlásban meghalt bosnyák férfiak és fiúk száma több mint 8000; a Boszniai Eltűnt Személyek Szövetségi Bizottsága által ebben az időszakban megölt bosnyákok listája 8372 nevet tartalmaz. 2003-ban a szerbek Srebrenica község lakosságának 95 százalékát tették ki.

### Vádemelések és perek
A tárgyaláson az ICTY megállapította, hogy Radislav Krstić VRS-tábornok volt az a személy, aki július 6-tól legalábbis Ratko Mladić július 9-iki megérkezéséig a Krivaja '95-öt irányította. Az ICTY vizsgálata megállapította, hogy a Krivaja '95 hadművelet célja kezdetben az volt, hogy az Egyesült Nemzetek Szervezete által védett Srebrenica biztonsági övezetét a városmag területére csökkentse le, ami csak az első lépés volt a VRS nagyobb célja felé, hogy a bosnyák lakosságot humanitárius válságba sodorják, és végül az enklávét teljesen felszámolják, majd miután a környező területet elfoglalták, a VRS-erők parancsot kaptak, hogy magát a várost is foglalják el. Az ICTY két bűnszövetségben való részvételben is bűnösnek találta Krstićet. Ez a bűnszövetség kezdetben a srebrenicai enklávé az összes bosnyák civiltől való etnikai megtisztítására, majd később a katonakorú srebrenicai férfiak megölésére irányult. Bűnösnek találták gyilkosságban, üldözésben és népirtásban való közreműködésben.
2007. május 31-én letartóztatták Zdravko Tolimir volt VRS-tábornokot is, aki régóta szökésben volt, és akit az ICTY ügyésze Srebrenicával kapcsolatos népirtás vádjával helyezett vád alá. 2012. december 12-én Tolimirt népirtásért életfogytiglani börtönbüntetésre ítélték. 2011 májusában a szerb biztonsági erők három különleges egysége egy észak-szerbiai faluban letartóztatta Ratko Mladić volt VRS-tábornokot. A srebrenicai népirtás elkövetésére vonatkozó, bűnszövetségben való részvételével kapcsolatos pere a következő évben kezdődött meg a hágai ICTY előtt.
2010-ben hét magas szintű VRS-parancsnokot ítéltek el a srebrenicai népirtással kapcsolatos különféle bűncselekményekért, köztük Ljubiša Bearát és Vujadin Popovićot, akiket összeesküvésben és népirtásban találtak bűnösnek. Dragan Nikolićot népirtásban való segítségnyújtásban találták bűnösnek. Slobodan Miloševićet, Szerbia korábbi elnökét is számos boszniai településen, köztük Srebrenicában elkövetett népirtás vádjával vádolták meg.

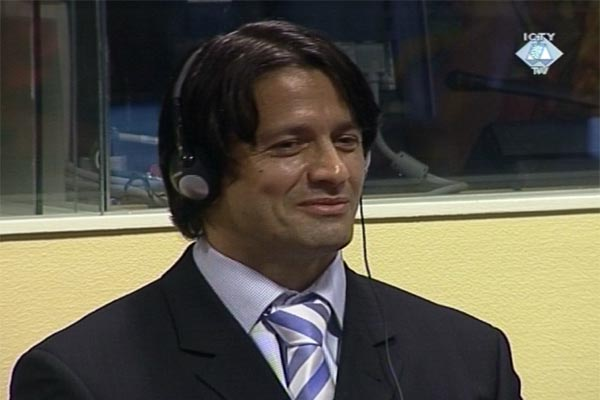
Naser Orić ARBiH-parancsnok 1992 és 1995 között vezette a bosnyák erőket a srebrenicai enklávéban

2016-ban Radovan Karadžićot is bűnösnek találta az ICTY háborús bűnök, emberiesség elleni bűncselekmények és népirtás miatt a srebrenicai enklávéban, és 40 év börtönbüntetésre ítélte.
Momir Nikolićot, aki a VRS Drinai hadtest Bratunaci dandárjának biztonsági és hírszerzési főnök-helyetteseként szolgált, és az ICTY előtt emberiesség elleni bűncselekményekben bűnösnek vallotta magát, 20 év börtönbüntetésre ítélték. Nikolić egy másik volt VRS-katonával (aki szintén bűnösnek vallotta magát), Dražen Erdemovićtyal együtt tanúskodott az ICTY előtt Karadžić, Mladić és Beara ellen, értékes információkkal szolgálva a mészárlás végrehajtásáról és ütemtervéről.
Végül 2017. november 22-én Ratko Mladić tábornokot életfogytiglani börtönbüntetésre ítélték.
Naser Orić bosnyák parancsnokot az SFOR 2003 áprilisában tartóztatta le, és átadta a volt Jugoszláviával foglalkozó nemzetközi büntetőtörvényszéknek (ICTY), amely 1992 és 1995 között mintegy ötven szerb falu felgyújtása és kifosztása, valamint a boszniai szerbekkel szembeni „gyilkosság és kegyetlen bánásmód” miatt emelt vádat ellene. 2006-ban Orićot bűnösnek találták, mert Srebrenicában 1992 szeptembere és 1993 márciusa között nem akadályozta meg a fogva tartott VRS-foglyokkal való rossz bánásmódot. Az egykori bosnyák katonai parancsnokot azonban felmentették minden egyéb vád alól, beleértve a gyilkosságokban való közvetlen részvételt és a szerb otthonok és vagyontárgyak „szándékosos elpusztításáért” való felelősséget is, mivel az ICTY nem tudta megállapítani, hogy Orić maga elegendő ellenőrzést gyakorolt-e a rajtaütések felett ahhoz, hogy elítéljék az atrocitásokért való parancsnoki felelőssége miatt. Két év börtönre ítélték, de azonnal kiszabadult, mivel akkor már három éve rács mögött volt. Orić kétéves elítélését 2008 júliusában a fellebbviteli tanács is hatályon kívül helyezte, és kimondta, hogy „az Orić büntetőjogi felelősségének bizonyítására vonatkozó jogi követelmények nem teljesültek.”

## Fordítás
Ez a szócikk részben vagy egészben  a    Siege of Srebrenica című angol Wikipédia-szócikk ezen változatának fordításán alapul.  Az eredeti cikk szerkesztőit annak laptörténete sorolja fel. Ez a jelzés csupán a megfogalmazás eredetét és a szerzői jogokat jelzi, nem szolgál a cikkben szereplő információk forrásmegjelöléseként.